# Bailliage d'Ornans
La maison du bailliage, actuellement l'hôtel de ville d'Ornans, était le siège du bailliage d'Ornans depuis le XVIIIe siècle. Elle est située sur la commune française d'Ornans dans le département du Doubs, en région Bourgogne-Franche-Comté.

## Localisation
Le bâtiment est situé au 26 rue Pierre-Vernier, dans le centre de la ville d'Ornans.

## Histoire
Le bailliage d'Ornans, un des plus anciens de Franche-Comté et un des principaux sièges locaux du bailliage de Dole, existe au moins depuis le milieu du XVe siècle (traces du bailliage dans des lettres des 30 juillet 1473 et 20 juin 1524).
Le bâtiment du bailliage est construit en 1740 par l'entrepreneur Besson, sur les plans de l'architecte Jean Querret, en remplacement d'un ancien auditoire de justice érigé en 1422. En 1825, le lieu est transformé en hôtel de ville.
Le 20 juillet 1979, les façades et les toitures du bâtiment, les arcades du rez-de-chaussée, les deux cellules et l'appartement des anciennes prisons de l'aile ouest avec les deux cheminées ainsi que les trois cheminées en marbre à l'étage sont inscrits au titre des monuments historiques.

## Architecture
La structure, composé de doubles arcades ouvertes sur la rue au rez-de-chaussée, comprenait des halles au rez-de-chaussée, une prison et un auditoire à l'étage.